# Morpho pulchra
Morpho pulchra är en fjärilsart som beskrevs av Le Cerf 1933. Morpho pulchra ingår i släktet Morpho och familjen praktfjärilar. Inga underarter finns listade i Catalogue of Life.